# Plasa Moldova, județul Baia
Plasa Moldova (între 1918 și 1925) a fost o unitate administrativă sub-divizionară de ordin doi în cadrul județului Baia (interbelic). Reședință de plasă era localitatea Baia, care avusese o veche tradiție în istoria Moldovei.

## Descriere
Plasa Moldova (deși ulterior a fost divizată în alte două plăși, Boroaia și Mălini) a funcționat doar între anii 1918 și 1925. Prin Legea nr. 5 din 6 septembrie 1950 au fost desființate județele și plășile din țară, pentru a fi înlocuite cu regiuni și raioane, unități administrative organizate după model sovietic.